# Dungiyah
Die Dungiyah war ein indischer Segelschiffstyp aus dem 17. bis 19. Jahrhundert. Das hochbordige Schiff vereinigte Baumerkmale der arabischen Dau und portugiesischer Entdeckerschiffe. Gebaut wurde die Dungiyah als Ein- oder Anderthalbmaster.